# Ballina (Mayo)
Ballina (irisch Béal an Átha oder älter Béal Átha an Fheadha) ist die Metropole des Moy Valley im Nordosten des County Mayo in der Provinz Connacht in Irland und hat 10.556 Einwohner (Stand 2022). Es ist die zweitgrößte Stadt in County Mayo. Ballina gehörte zum historischen Baronat von Tyrawley, war Poststation, und ihr Hafen liegt am Ende der trichterförmigen Killala Bay, tief im Land.

## Geografie
Der ursprüngliche Name war Belleek (Béal Leice, „Mündung der Flachsteine“). Der heutige Ort wurde 1723 von O’Hara, Lord of Tyrawley als Standort einer Baumwollfabrik gegründet und erhielt die Genehmigung, einen Wochenmarkt und eine Ausstellung abzuhalten. Ballina war lange zuvor Furt über den River Moy, den heute zwei Brücken überspannen. Die immer noch gewaltigen Ruinen der Mendikanten von Rosserk (Franziskaner) und Rathfran (Dominikaner) sowie des von der Familie MacWilliam Burke gegründeten Franziskanerklosters Moyne liegen im Nordwesten der Stadt.

## Geschichte
Während der Irischen Rebellion von 1798 wurde die Stadt von einer französischen Landungstruppe unter General Jean Joseph Amable Humbert (1767–1823) erobert. Die Straße nach Killala, wo ein gut restaurierter Roundtower steht, heißt immer noch Old French Road.

## Sehenswürdigkeiten
- Dominierendes Bauwerk der Stadt ist die St. Muredach’s Cathedral aus dem 19. Jahrhundert, Bischofskirche des römisch-katholischen Bistums Killala.
- Der 300 Jahre alte Wald von Belleek im Nordwesten am Ufer des Moy ist einer der ältesten und zugleich der größte angepflanzte Wald in Europa.[3]
- Der Dolmen of the Four Maols („Dolmen der vier Maols“) steht am Stadtrand über Ballina. Das kleine Wedge Tomb von Carrowcrom liegt 7,2 Kilometer östlich von Ballina.

## Söhne und Töchter des Ortes
- Edward Whelan (1824–1867), kanadischer Politiker
- Phelim Calleary (1895–1974), Politiker
- Seán Calleary (1931–2018), Politiker
- Tom Moffatt (* 1940), Politiker
- Mary Robinson (* 1944), 1990–1997 Staatspräsidentin Irlands
- Jerry Cowley (* 1952), Politiker, Arzt und Rechtsanwalt

## Nachweise
1. 1 2  Census 2022. citypopulation.de, abgerufen am 18. Juli 2023.
2. ↑  Killala – the French invasion of 1798. Abgerufen am 21. Mai 2023 (englisch).
3. ↑  m4Y0N04TH: Take a stroll through beautiful Belleek Woods. In: Visit North Mayo. 30. März 2022, abgerufen am 21. Mai 2023 (britisches Englisch).